# Église Notre-Dame-et-Sainte-Lucie de Vertrijk
L'église Notre-Dame-et-Sainte-Lucie (Onze-Lieve-Vrouw en Sint-Lucia kerk en néerlandais) est une église de style roman et gothique située à Vertrijk, village de la commune belge de Boutersem, dans la province du Brabant flamand.

## Historique
L'église est classée monument historique depuis le 26 novembre 1942 et figure à l'inventaire du patrimoine immobilier de la Région flamande sous la référence 41587.